# Hydrophilie
Hydrophilie (von altgriechisch ὕδωρ hýdor „Wasser“ sowie φίλος phílos „liebend“) bedeutet wasserliebend, was besagt, dass ein Stoff stark mit Wasser (oder anderen polaren Stoffen) wechselwirkt. Das Gegenteil von Hydrophilie lautet Hydrophobie. Nach IUPAC-Definition ist die Hydrophilie die Solvatationstendenz eines Moleküls in Wasser. Wenn eine Oberfläche sehr stark wasseranziehend ist, spricht man auch von Superhydrophilie.

## Eigenschaften
Hydrophile Substanzen sind meist wasserlöslich, es gibt aber auch hydrophile Substanzen, die nicht wasserlöslich sind, z. B. manche Hydrogele oder Colestipolhydrochlorid. Aus diesem Grund ist hydrophil nicht mit wasserlöslich gleichzusetzen. Bei hydrophilen Stoffen handelt es sich in der Regel entweder um Salze (Ionenverbindungen) oder um polare Substanzen, die sich im ebenfalls polaren Wasser entsprechend gut lösen.
Hydrophilie bezieht sich nur auf die Wechselwirkung mit Wasser und weder auf die Löslichkeit noch auf die Fähigkeit, Wasser anzuziehen und zu binden. Ein Stoff, der dies kann, wird hygroskopisch genannt. Hydrophile Stoffe sind oft gleichzeitig lipophob, lösen sich also schlecht in Fetten oder Ölen. Substanzen, die hydrophil und lipophil sind, bezeichnet man als amphiphil; hierzu zählen zum Beispiel Tenside und Phospholipide. Amphiphilie ist eine spezielle Eigenschaft eines Moleküls, das hydrophobe und hydrophile Gruppen trägt.
Auch Oberflächen können hydrophil sein. Diese sind immer von einem meistens nicht sichtbaren Wasserfilm bedeckt. Die meisten Metalle sind hydrophil, ebenso Glasoberflächen. Hydrophile Oberflächen haben gegenüber Wasser Kontaktwinkel nahe 0°.